# Urho Peltonen
Urho Pellervo Peltonen Peltonen (Nurmes, 15 gennaio 1893 – Helsinki, 7 gennaio 1951) è stato un giavellottista finlandese.

## Biografia
Partecipò a quattro edizioni delle Olimpiadi: a Stoccolma 1912 si aggiudicò il bronzo nel lancio del giavellotto a due mani e il nono posto nel lancio del giavellotto; ad Anversa 1920 arrivò secondo, sempre nel lancio del giavellotto, mentre a Parigi 1924 arrivò solo settimo.
Nel 1916 effettuò un lancio di 64,35 m, superiore all'allora record del mondo di 62,32 m (ottenuto nel 1912 a Stoccolma), ma la IAAF non lo ufficializzò come nuovo record del mondo. Tuttavia, la federazione finlandese lo ratificò come record nazionale.

## Record personali
- Lancio del giavellotto: 64,35 m ( Helsinki, 1916)

## Palmarès
| Anno             | Manifestazione   | Sede             | Evento                            | Risultato        | Prestazione      | Note             |
| per la Finlandia | per la Finlandia | per la Finlandia | per la Finlandia                  | per la Finlandia | per la Finlandia | per la Finlandia |
| ---------------- | ---------------- | ---------------- | --------------------------------- | ---------------- | ---------------- | ---------------- |
| 1912             | Olimpiadi        | Stoccolma        | Lancio del giavellotto            | 9º               | 49,20 m          |                  |
| 1912             | Olimpiadi        | Stoccolma        | Lancio del giavellotto a due mani | Bronzo           | 100,24 m         |                  |
| per la Finlandia |                  |                  |                                   |                  |                  |                  |
| 1920             | Olimpiadi        | Anversa          | Lancio del giavellotto            | Argento          | 63,50 m          |                  |
| 1924             | Olimpiadi        | Parigi           | Lancio del giavellotto            | 7º               | 55,66 m          |                  |